# 老马特·古奥卡斯
老马太·乔治·古奥卡斯（英語：Matthew George Guokas, Sr.，1913年11月11日—1993年12月9日），美国NBA职业篮球运动员和体育广播员。

## 生平
老古奥卡斯身高6英尺3英寸 (1.90公分)，司职前锋，加盟职业联盟前就读于圣约瑟夫大学。他在BAA联盟的费城勇士效力了一个赛季。在1946-47的夺冠赛季中他得到了场均1.7分，之后由于一次车祸意外古奥卡斯失去了他的右腿，此后他从事着体育广播员的工作，从1953年至1985年期间他一直是NFL费城老鹰队的播音员。
他的儿子小马特·古奥卡斯在1966年至1976年期间在NBA联盟打球并且也夺得过NBA总冠军。随后在NBC的NBA节目做评论员。